# Капела „Манастир” у Новом Бечеју
Капела „Манастир“ у Новом Бечеју припада српској православној цркви, подигнута је почетком 18. века и убраја се у споменике културе од великог значаја.
Капела је посвећена Успењу Пресвете Богородице, а подигнута је, по предању, на месту где су Турци спалили српски манастир. Подигнута је као једнобродна грађевина са полукружном олтарском апсидом и кулом над западним делом храма. Равна фасадна платна рашчлањена су једино плитким лезенама и кровним, односно венцем над соклом. Правоугаони прозори и нише опточени су једноставним, такође правоугаоним оквиром. Двосливни кров покривен бибер црепом на западној страни капеле забатно се завршава и прераста у звоник коцкастог постоља без украса, са још једним спратом нешто мањих димензија.
Највећу вредност капеле представља покретни материјал, сачуван изгледа из старијег храма. Посебно занимљив је триптих са почетка 18. века који на централном пољу носи представу Свети Ђорђе убија аждају, док су на бочним крилима приказане сцене из светитељевог живота. Царске двери, Распеће и престона икона Светог Јована делови су старијег иконостаса и чувају се у „Манастиру“ поред низа других икона непознатих аутора с краја 18. и почетка 19. века. 
Уз сагласност надлежног завода, 2009. године је постављена нова ограда око порте.
На капели су вршени заштитни радови 1969, 1975, 1979. и 1987. године.